# Kukułka krwista żółtawa
Kukułka krwista żółtawa, storczyk krwisty żółtawy, stoplamek krwisty żółtawy (Dactylorhiza incarnata subsp. ochroleuca (Wüstnei ex Boll) P.F.Hunt & Summerh.) – podgatunek kukułki krwistej (Dactylorhiza incarnata).

## Rozmieszczenie geograficzne
Występuje tylko w Europie Środkowej. Według ostatnich badań ma dwa duże i izolowane od siebie obszary zwartego zasięgu. Jeden znajduje się w Alpach, drugi ciągnie się od północno-wschodnich Niemiec poprzez Polskę do Estonii, Łotwy, Litwy i zachodniej Ukrainy. Wschodnia granica zasięgu nie jest dokładnie znana. Ponadto występuje wyspowo w Skandynawii. Sprawdzenia wymagają natomiast podawane stanowiska w Anglii, Belgii i Rumunii. W Polsce obserwowano występowanie tego gatunku na 35 stanowiskach, jednak w latach 1998–2008 potwierdzono tylko 40% tych stanowisk. Najwięcej jest ich w Wigierskim Parku Narodowym, nad Biebrzą, Rospudą i w Poleskim Parku Narodowym. Na jedynym znanym stanowisku w Karpatach nie został odszukany.

## Morfologia

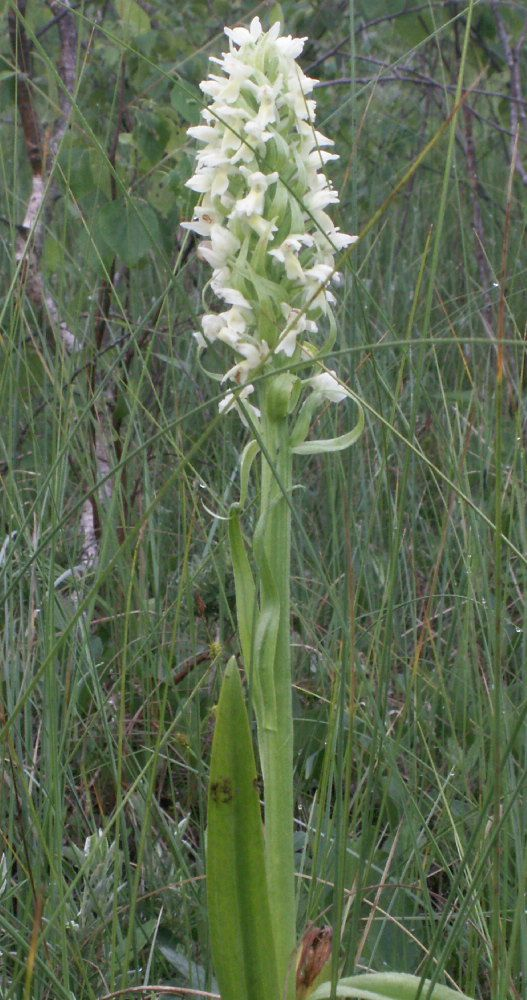
Pokrój

ŁodygaWzniesiona, sztywna i pusta, dość gruba i mięsista o wysokości 40–60 cm.
LiścieW liczbie 5–8, pochwiasto obejmujące łodygę, ustawione skrętolegle. Są węższe od podgatunku typowego (ich szerokość przy podstawie wynosi 1,2–2,5 cm). Nie posiadają plamek, są jasnozielone i kapturkowato zwinięte na szczycie. Dolne są równowąskolancetowate, wzniesione sztywno i ostro zakończone.
KwiatyZebrane w gęsty, wąskowalcowaty kłos długości 15–20 cm. Znajduje się w nim 40–60 zawsze jasnożółtych kwiatów. Wyrastają w kątach lancetowatych przysadek. Dolne z nich są dwukrotnie dłuższe od zalążni. Listki boczne w zewnętrznym okółku są skierowane pionowo do góry, a dwa listki wewnętrzne mają jajowaty kształt. Ostroga jest stożkowa, ma ½ długości skręconej zalążni i skierowana jest w dół. Warżka romboidalna, trójłatkowa, o wyciągniętym wierzchołku. Szerokość warżki 5–7,5 mm,długość 6,5–9,5 mm.

## Biologia i ekologia
Bylina, geofit. W Polsce kwitnie od drugiej połowy czerwca do początku lipca. Kwiaty zwabiają owady barwą i kształtem, jednak nie wydzielają nektaru. Rośnie na torfowiskach niskich i przejściowych oraz na obrzeżach zarastających jezior. W Europie jej zasięg pionowy wynosi 0–850 m n.p.m., w Polsce najwyższe stanowisko występuje na wysokości 500 m n.p.m. Liczba chromosomów 2n = 40.

## Zagrożenia i ochrona
Od 2014 roku roślina jest objęta w Polsce częściową ochroną gatunkową. W latach 1983–2014 jako podgatunek kukułki krwistej znajdowała się pod ochroną ścisłą. Zamieszczona została w Polskiej Czerwonej Księdze Roślin oraz na polskiej czerwonej liście jako takson zagrożony wymarciem (kategoria zagrożenia EN). Najbardziej zagrażają roślinie melioracje.